# Rumaucourt
Rumaucourt är en kommun i departementet Pas-de-Calais i regionen Hauts-de-France i norra Frankrike. Kommunen ligger i kantonen Marquion som tillhör arrondissementet Arras. År 2022 hade Rumaucourt 696 invånare.

## Befolkningsutveckling
Antalet invånare i kommunen Rumaucourt
| Referens: INSEE |